# Purpuricenus
Purpuricenus es una género de escarabajos longicornios de la tribu Trachyderini.

## Especies
- Purpuricenus apicalis
- Purpuricenus apiceniger
- Purpuricenus axillaris
- Purpuricenus barbarus
- Purpuricenus bipartitus
- Purpuricenus bitlisiensis
- Purpuricenus budensis
- Purpuricenus chopardi
- Purpuricenus dalmatinus
- Purpuricenus decorus
- Purpuricenus desfontainii
- Purpuricenus deyrollei
- Purpuricenus dimidiatus
- Purpuricenus diversithorax
- Purpuricenus ferrugineus
- Purpuricenus foraminifer
- Purpuricenus frommi
- Purpuricenus globiger
- Purpuricenus globulicollis
- Purpuricenus goetzei
- Purpuricenus graecus
- Purpuricenus humeralis
- Purpuricenus indus
- Purpuricenus innotatus
- Purpuricenus interscapillatus
- Purpuricenus kabakovi
- Purpuricenus kaehleri
- Purpuricenus katerinae
- Purpuricenus laetus
- Purpuricenus linsleyi
- Purpuricenus lituratus
- Purpuricenus malaccensis
- Purpuricenus medici
- Purpuricenus mesopotamicus
- Purpuricenus montanus
- Purpuricenus nanus
- Purpuricenus nicocles
- Purpuricenus nigronotatus
- Purpuricenus opacus
- Purpuricenus optabilis
- Purpuricenus paraxillaris
- Purpuricenus quadrinotatus
- Purpuricenus renyvonae
- Purpuricenus robustcollis
- Purpuricenus sanguinolentus
- Purpuricenus schurmanni
- Purpuricenus sideriger
- Purpuricenus spectabilis
- Purpuricenus subnotatus
- Purpuricenus talyshensis
- Purpuricenus temminckii
- Purpuricenus wachanrui
- Purpuricenus wieneckii
- Purpuricenus zarudnianus